# Mary Jean Harrold
 Mary Jean Harrold (* 12. März 1947; † 19. September 2013 in Huntington (West Virginia), USA) war eine US-amerikanische Informatikerin und Hochschullehrerin. Sie war ADVANCE-Professorin für Informatik am College of Computing am Georgia Institute of Technology.

## Leben und Werk
Harrold wurde als Mary Jean Tomlinson als eines von sechs Kindern geboren und absolvierte die St. Joseph High School in Huntington. Sie erhielt ihren Bachelor-Abschluss  und ihren Master of Science Abschluss in Mathematik an der Marshall University. Sie promovierte 1988 in Informatik bei Mary Lou Soffa an der University of Pittsburgh mit der Dissertation: An Approach to Incremental Testing.
Anschließend unterrichtete sie an der Clemson University  und der Ohio State University. 1999 forschte sie am Georgia Institute of Technology, wo sie von 2001 bis 2011 NSF ADVANCE-Professorin an der School of Computer Science und Direktorin des Georgia Tech Hub für das National Center for Women and Information Technology (NCWIT) war. Sie gründete dort die Aristotle Research Group, die sich auf die Analyse und das Testen großer, sich entwickelnder Software, die Fehlerlokalisierung und Fehleridentifikation mittels statistischer Analyse und Visualisierung sowie die Überwachung der eingesetzten Software zur Verbesserung der Qualität konzentrierte.
Das Hauptinteresse ihrer Forschung lag darin, effiziente Techniken und Tools zu entwickeln, die Entwicklungs-, Test- und Wartungsaufgaben automatisieren oder teilweise automatisieren. Sie war stellvertretende Vorsitzende und Schatzmeisterin von der ACM SIGSOFT sowie in den Redaktionsausschüssen von ACM Transactions on Software Engineering and Methodology und ACM Transactions on Programming Languages  Systeme tätig.   Sie war Vorsitzende des 2008 ACM SIGSOFT Symposium on the Foundations of Software Engineering, Programm-Co-Vorsitzende der 2001 International Conference on Software Engineering und Programmvorsitzende des 2000 International Symposium on Software Testing and Analysis.
Harrold war im Committee on the Status of Women in Computing Research (CRA-W) der Computing Research Association (CRA) tätig und erhielt 2003 zusammen mit Carla Ellis und Jan Cuny den Presidential Award for Excellence in Science, Mathematics, and Engineering Mentoring (PAESMEM) und 2005 den Public Service Award des National Science Board.
Sie starb im Alter von 66 Jahren an Krebs.

## Auszeichnungen und Ehrungen (Auswahl)
- National Young Investigator Award der National Science Foundation[5]
- 2003: ACM Fellow[6][7]
- 2011: IEEE Fellow
- 2013 gehörte Harrod zu den vier besten Software-Engineering-Autoren[8]
- Aufnahme von Harrod in die Hall of Fame des College of Computing[9]
- Mary Jean Harrold Memorial Distinguished Lecture am Georgia Institute of Technology

## Veröffentlichungen (Auswahl)
- mit Sangmin Park, Richard W. Vuduc: UNICORN: a unified approach for localizing non-deadlock concurrency bugs. Softw. Test. Verification Reliab. 25(3), S. 167–190, 2015.
- mit Friedrich Steimann, Frank Tip, Andreas Zeller: Fault Prediction, Localization, and Repair (Dagstuhl Seminar 13061). Dagstuhl Reports 3(2):, S. 1–21, 2013.
- mit Hina Shah, Carsten Görg: Understanding Exception Handling: Viewpoints of Novices and Experts. IEEE Trans. Software Eng. 36(2), S. 150–161, 2010.